# Lendület
A lendület (ritkán mozgásmennyiség, fizikus szóhasználattal impulzus vagy mozgásállapot) egy test mozgását leíró dinamikai vektormennyiség. Nagysága arányos a tömeggel és a sebességgel. Jele {\displaystyle \mathbf {I} } (ritkán {\displaystyle \mathbf {p} }). Mértékegysége a kg·m/s, vagy az ezzel ekvivalens N·s.
Megmaradó mennyiség, azaz zárt rendszer összes lendülete állandó. Ez a lendületmegmaradás (vagy impulzusmegmaradás) törvénye.

## A klasszikus mechanikában
A lendület egy fizikai vektormennyiség, értéke egyenlő a test v sebességének és m tömegének a szorzatával:
{\displaystyle \mathbf {p} =m\mathbf {v} },
tehát nemcsak nagysága, hanem iránya és irányítása is van, ezek pedig megegyeznek a sebességvektoréval. Koordináta-rendszerfüggő mennyiség, azaz ha egy objektumnak van valamekkora lendülete, akkor az a lendület a konkrét koordináta-rendszerben akkora.

### Lendület és erőlökés kapcsolata
Testek kölcsönhatása során megváltozik a mozgásállapotuk, vagyis az impulzusuk. Emellett, az is következik, hogy a kölcsönhatás erőssége függ az adott idő alatt végbemenő impulzusváltozástól, minél nagyobb az impulzusváltozás, annál erősebb a kölcsönhatás. Középértékben, a kölcsönhatás mértékének az egységnyi időre vonatkoztatott impulzusváltozást tekintjük. 
Értelmezhető a {\displaystyle \lim _{\Delta t\to 0}{\frac {\Delta \mathbf {p} }{\Delta t}}={\frac {d\mathbf {p} }{dt}}=\mathbf {F} } vektormennyiség, amit erőnek nevezünk. Ez a kölcsönhatás mértéke.
A testek tömege állandónak vehető kis sebességű mechanikai folyamatok esetében, így következik, hogy: {\displaystyle \mathbf {F} ={\frac {d\mathbf {p} }{dt}}=m{\frac {d\mathbf {v} }{dt}}=m\mathbf {a} }.
Ha egy testre {\displaystyle \mathbf {F} (t)} erő hat bizonyos {\displaystyle \tau } ideig, akkor a
{\displaystyle {\operatorname {d} \mathbf {p}  \over \operatorname {d} t}={\operatorname {d} m\mathbf {v}  \over \operatorname {d} t}=\mathbf {F} (t)}
mozgásegyenlet integrálásával meghatározhatjuk a test impulzusának megváltozását. Ez a mozgásegyenlet az impulzustétel matematikai megfogalmazása. Az impulzusváltozást tehát a
{\displaystyle \Delta \mathbf {p} =\int \limits _{0}^{\tau }\mathbf {F} (t)\operatorname {d} \!t={\Biggl (}\int \limits _{0}^{\tau }{\dot {\mathbf {p} }}\operatorname {d} \!t{\Biggr )}} 
összefüggés adja meg. Az {\displaystyle \int \limits _{0}^{\tau }\mathbf {F} (t)\operatorname {d} \!t} mennyiséget erőlökésnek nevezzük. A {\displaystyle \Delta \mathbf {p} =\int \limits _{0}^{\tau }\mathbf {F} (t)\operatorname {d} \!t} összefüggés az impulzustétel erőlökéssel megfogalmazott alakja. Eszerint a tömegpont impulzusának megváltozása az erőlökéssel egyenlő.

## Lendületmegmaradás

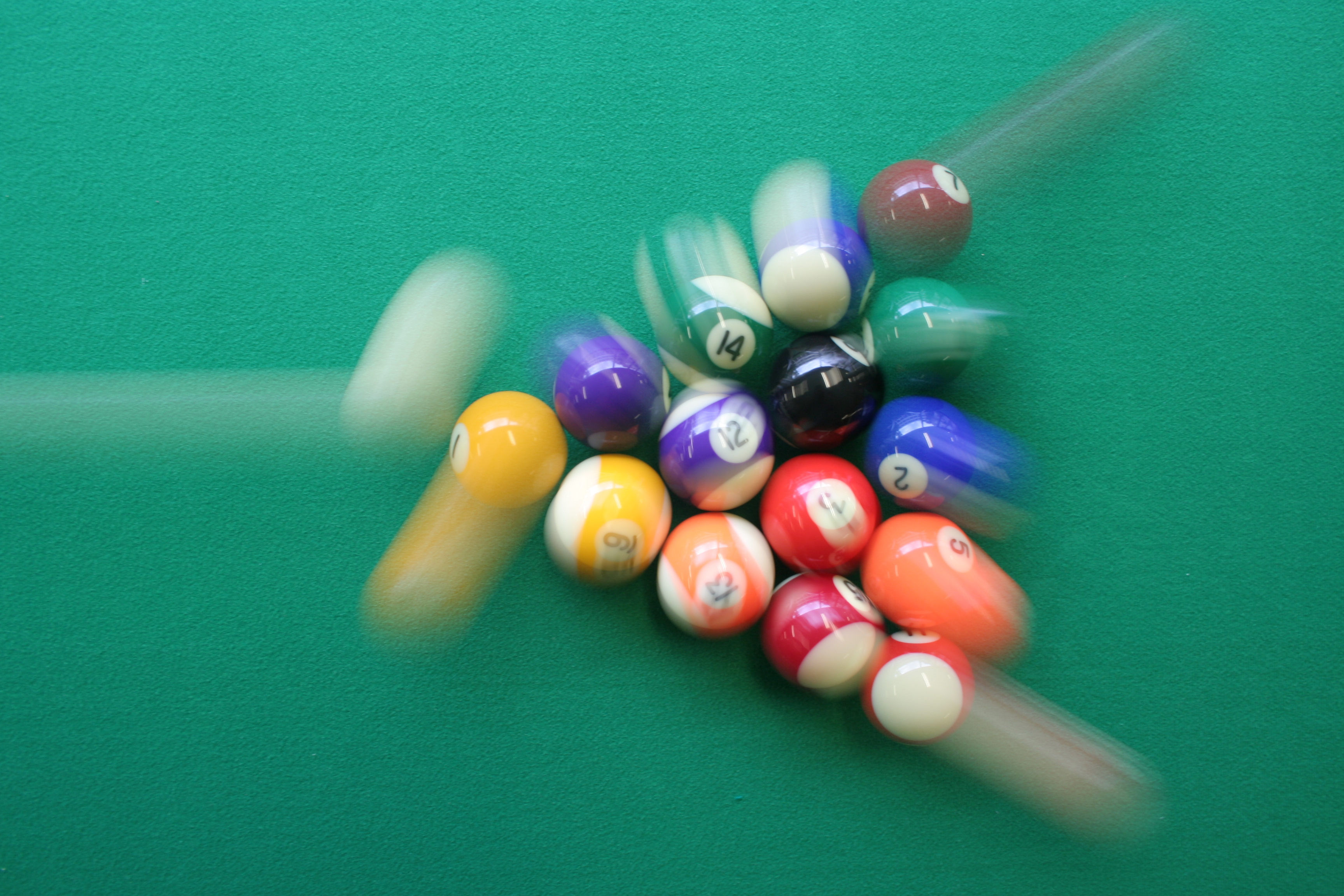
A lendület megmaradási tétel vizualizálása biliárdgolyókkal.

A lendület megmaradó mennyiség, azaz zárt rendszer (olyan rendszer, melyben csak belső erők hatnak) összes lendülete az időben állandó. Ennek egyik következménye, hogy akármilyen rendszer tömegközéppontja megtartja egyenes vonalú egyenletes mozgását mindaddig, amíg külső erő annak megváltoztatására nem kényszeríti.
Mivel a lendület és így megváltozása is vektormennyiség, iránya is van. Jól szemlélteti ezt az elsütött ágyú, ahol a golyó lendületváltozása az egyik irányban ugyanakkora, mint a visszalökődő ágyúé az ellenkező irányban. Az ágyú nagyobb tömege miatt az ágyú sebességváltozása jóval kisebb, mint az ágyúgolyóé, de a sebességváltozások és tömegek szorzata ugyanaz.
Legyen n darab anyagi pontból álló pontrendszer, ahol {\displaystyle m_{i}},{\displaystyle \mathbf {r} _{i}},{\displaystyle \mathbf {v} _{i}} és {\displaystyle \mathbf {p} _{i}} az i-edik pont tömege, helyzetvektora, sebessége illetve impulzusa. A pontrendszerre ható erőket két csoportba lehet osztani: külső erők, amelyek a rendszerhez nem tartozó testektől származnak és belső erők, amelyek a rendszer tagjainak a kölcsönhatásaiból származnak. Az i-edik anyagi pont esetében: {\displaystyle \mathbf {F} _{i}} a pontra ható külső erők eredője, {\displaystyle \mathbf {F} _{ik}} pedig a k. anyagi pont részéről ható belső erő. Ekkor {\displaystyle m_{i}{\frac {d^{2}\mathbf {r} _{i}}{dt^{2}}}=\mathbf {F} _{i}+\mathbf {F} _{i1}+\mathbf {F} _{i2}+...+\mathbf {F} _{in}}, {\displaystyle \mathbf {F} _{ii}=0} (az anyagi pont önmagára nem fejt ki hatást).
Vegyük a legegyszerűbb, két anyagi pontot tartalmazó pontrendszert. A pontok mozgásegyenletei:
{\displaystyle m_{1}{\frac {d^{2}\mathbf {r} _{1}}{dt^{2}}}={\frac {d\mathbf {p} _{1}}{dt}}=\mathbf {F} _{1}+\mathbf {F} _{12}}
{\displaystyle m_{2}{\frac {d^{2}\mathbf {r} _{2}}{dt^{2}}}={\frac {d\mathbf {p} _{2}}{dt}}=\mathbf {F} _{2}+\mathbf {F} _{21}}
Ezeket vektoriálisan összegezve megkapjuk az egész pontrendszerre felírható mozgásegyenletet:
{\displaystyle {\frac {d\mathbf {p} _{1}}{dt}}+{\frac {d\mathbf {p} _{2}}{dt}}=\mathbf {F} _{1}+\mathbf {F} _{2}+(\mathbf {F} _{12}+\mathbf {F} _{21})}.
Itt {\displaystyle \mathbf {F} _{12}+\mathbf {F} _{21}} a belső erők eredője, amely nulla, ugyanis {\displaystyle \mathbf {F} _{12}=-\mathbf {F} _{21}}(kölcsönhatási erők ellentétes irányításúak). Így azt kapjuk, hogy: {\displaystyle {\frac {d(\mathbf {p} _{1}+\mathbf {p} _{2})}{dt}}=\mathbf {F} _{1}+\mathbf {F} _{2}}.
Ezt általánosítva n anyagi pontra azt kapjuk, hogy: {\displaystyle {\frac {d}{dt}}\sum _{i=1}^{n}\mathbf {p} _{i}=\sum _{i=1}^{n}\mathbf {F} _{i}}. Legyen {\displaystyle \mathbf {p} =\sum _{i=1}^{n}\mathbf {p} _{i}} a pontrendszer teljes impulzusa és {\displaystyle \mathbf {F} =\sum _{i=1}^{n}\mathbf {F} _{i}} a pontrendszerre ható erők eredője. Így {\displaystyle {\frac {d}{dt}}\mathbf {p} =\mathbf {F} }, ezt nevezzük impulzustételnek, amely azt fogalmazza meg, hogy a pontrendszer impulzusváltozását csak a külső erők okozzák, csak ezek tudják megváltoztatni.
Ha {\displaystyle \mathbf {F} =0}, vagyis a külső erők eredője nulla, akkor a rendszer impulzusa {\displaystyle \mathbf {p} } állandó, nem változik, ez az impulzusmegmaradásának tétele.

### A tér homogenitása
Az impulzusmegmaradás a tér homogenitásának következménye. A hatáselv által használt Lagrange-függvény nyelvén ez úgy fejezhető ki, hogy ha egy rendszer Lagrange-függvénye nem függ explicit módon a koordinátáktól, csak az időderiváltjuktól, akkor a rendszer impulzusa megmarad:
{\displaystyle L(x,{\dot {x}})=L({\dot {x}})}
Ebben az esetben a megfelelő Euler–Lagrange-egyenlet a következőre egyszerűsödik:
{\displaystyle {d \over dt}{\partial L \over \partial {\dot {x}}}=0}
ahol az x koordinátához tartozó impulzust
{\displaystyle p={\partial L \over \partial {\dot {x}}}}
alakban definiálva azt látjuk, hogy ez egy időben állandó, azaz megmaradó mennyiség, hiszen a teljes időderiváltja nulla. Például szabad tömegpont Lagrange-függvénye:
{\displaystyle L={1 \over 2}m{\dot {x}}^{2}}
esetén az impulzus:
{\displaystyle p=m{\dot {x}}=mv_{x}}
ahogy azt vártuk.
Az impulzusmegmaradás a Noether-tétel speciális esete, az impulzus a téreltolási szimmetria Noether-töltése.

## A relativisztikus mechanikában

### Speciális relativitáselmélet
Legyen {\displaystyle m={\frac {m_{0}}{\sqrt {1-{\frac {v^{2}}{c^{2}}}}}}}, a test mozgási tömege, amelyet a megfigyelő mér (tehetetlenségi vonatkoztatási rendszerben), amikor a test a vonatkoztatási rendszerhez képest {\displaystyle v} sebességgel mozog, {\displaystyle m_{0}} a test nyugalmi tömege ({\displaystyle v=0}). Ekkor a test impulzusát a megfigyelő {\displaystyle \mathbf {p} =m\mathbf {v} ={\frac {m_{0}\mathbf {v} }{\sqrt {1-{\frac {v^{2}}{c^{2}}}}}}} -nek méri.
A speciális relativitáselméletben a külön kezelt idő és a háromdimenziós Euklideszi-tér helyére a négydimenziós téridő egy speciális esete, a Minkowski-tér lép. Az energia itt egy négyesvektorban összekapcsolódik az impulzussal és az energiamegmaradás, mint az idő homogenitásának következménye a hármasimpulzus megmaradásával, mint a hármastér homogenitásának következményével. Együtt a Minkowski-tér homogenitásáról beszélünk. Itt az impulzus a következő alakban írható:
{\displaystyle \mathbf {p} =\gamma m\mathbf {v} \qquad \gamma ={\frac {1}{\sqrt {1-v^{2}/c^{2}}}}}
míg az energia:
{\displaystyle E=\gamma mc^{2}\;}
Kettejükre igaz a következő összefüggés:
{\displaystyle {E^{2} \over c^{2}}-p^{2}=m^{2}c^{2}}
Nyugalmi tömeg nélküli részecske, mint a foton esetén egyszerűen:
{\displaystyle p={E \over c}}

### Általános relativitáselmélet
Az általános relativitáselméletben a téridő görbült, nincs értelmezve az egyenes vonalú eltolásokhoz és mozgásokhoz kapcsolódó impulzus és annak megmaradása.

## A kvantummechanikában
A kvantummechanikában egy részecske impulzusát a hullám-részecske kettősség következtében a következőképpen lehet kifejezni:
{\displaystyle p={\frac {h}{\lambda }}}
ahol h a Planck-állandó, λ pedig a részecske De Broglie-hullámhossza.